# Relações entre Argentina e Portugal
As relações atuais e históricas entre a República Argentina e a República Portuguesa, existem há mais de um século. Ambos os países são membros da Organização dos Estados Ibero-americanos e das Nações Unidas.

## História
Em 1512, o explorador português João de Lisboa alcançou e explorou o Rio da Prata, e foi até o sul até o atual Golfo de San Matías, no sul da Argentina. Vários outros exploradores portugueses navegariam ao longo do Rio da Prata e encontrariam outras partes da atual Argentina. Em julho de 1816, o Governo Português com sede no Rio de Janeiro, o Brasil se tornou o primeiro país a reconhecer a independência da Argentina da Espanha. Em agosto de 1852, um Tratado de Amizade, Comércio e Navegação foi assinado entre a Argentina e Portugal. Logo depois, migrantes portugueses chegaram e se estabeleceram na Argentina, porém, a Argentina nunca recebeu um grande número de migrantes portugueses, pois a maioria preferia imigrar para o Brasil, que é uma nação de língua portuguesa.
Em 23 de outubro de 1910, a Argentina reconheceu a República Portuguesa, logo após o início da Revolução Portuguesa. Em junho de 1947, a Primeira Dama da Argentina, Eva Perón, fez uma visita a Portugal como parte de sua Viagem Arco -Íris. Em Julho de 1997, o Primeiro-Ministro português, António Guterres, fez uma visita oficial à Argentina, tornando-se no primeiro chefe de Estado português a fazê-lo. Em outubro de 1998, o Presidente argentino, Carlos Menem, fez uma visita a Portugal para participar da 8ª Cúpula Ibero-americana no Porto . Houve várias visitas de alto nível entre líderes de ambas as nações desde as visitas iniciais.
Em 2019, a União Europeia (que inclui Portugal) e o Mercosul (que inclui a Argentina) concluíram um acordo de livre comércio. Em dezembro de 2019, o chanceler português, Augusto Santos Silva, fez uma visita à Argentina para assistir à posse do presidente Alberto Fernández.

## Visitas de alto nível

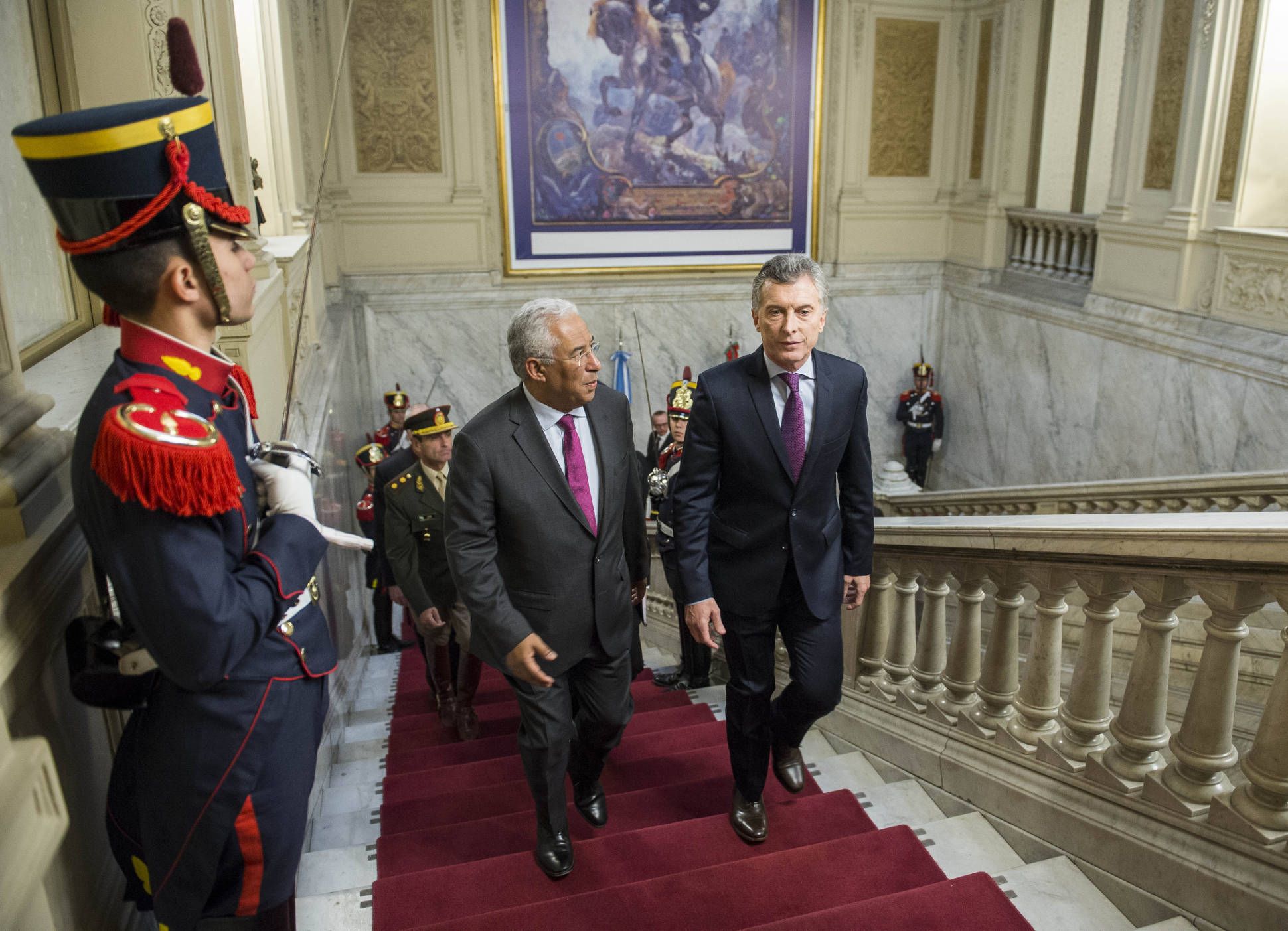
O presidente argentino Mauricio Macri com o primeiro ministro português António Costa em Buenos Aires; Junho de 2017.

### Visitas de alto nível da Argentina a Portugal
- Primeira-dama Eva Perón (1947)
- Presidente Carlos Menem (1998)
- Presidente Cristina Fernández de Kirchner (2009)
- Ministro das Relações Exteriores Héctor Timerman (2015)

### Visitas de alto nível de Portugal à Argentina
- Presidente Mário Soares (1995)
- Primeiro Ministro António Guterres (1997)
- Primeiro Ministro José Sócrates (2010)
- Primeiro-Ministro António Costa (2017)
- Ministro das Relações Exteriores Augusto Santos Silva (2019)

## Acordos bilaterais
Ambas as nações assinaram vários acordos bilaterais, como um Tratado de Amizade, Comércio e Navegação; Acordo de Cooperação Comercial, Econômica e Técnica; Acordo de Promoção e Proteção Recíproca de Investimentos; Acordo de Cooperação na Prevenção do Tráfico Ilícito de Entorpecentes e Substâncias Psicotrópicas; Acordo de Cooperação em Turismo; Acordo sobre o Exercício de Atividades Remuneradas por dependentes de membros do corpo diplomático, consular, administrativo e técnico; Acordo de Cooperação Científica e Tecnológica; Acordo em Matéria Penal e Auxílio Judiciário Mútuo; Memorando de Entendimento entre o Ministério da Defesa Nacional de Portugal e o Ministério da Defesa da Argentina; Memorando de Entendimento entre o Ministério dos Negócios Estrangeiros de Portugal e o Ministério dos Negócios Estrangeiros da Argentina sobre Consultas Políticas; Memorando de Entendimento entre o Ministério Português do Ambiente, Ordenamento do Território e Desenvolvimento Regional e o Secretário Argentino do Ambiente e Desenvolvimento do Ministério da Saúde e Ambiente na área das Alterações; Acordo sobre transporte aéreo; Tratado de extradição; Memorando de Entendimento entre o Ministério da Justiça de Portugal e o Ministério da Justiça da Argentina; Memorando de Entendimento entre o Ministério da Educação e Ciência de Portugal e o Ministério da Ciência e Tecnologia da Argentina no domínio da Cooperação Científica e Tecnológica; Acordo de Previdência Social; e um Acordo de Cooperação Cultural.

## Missões diplomáticas residentes

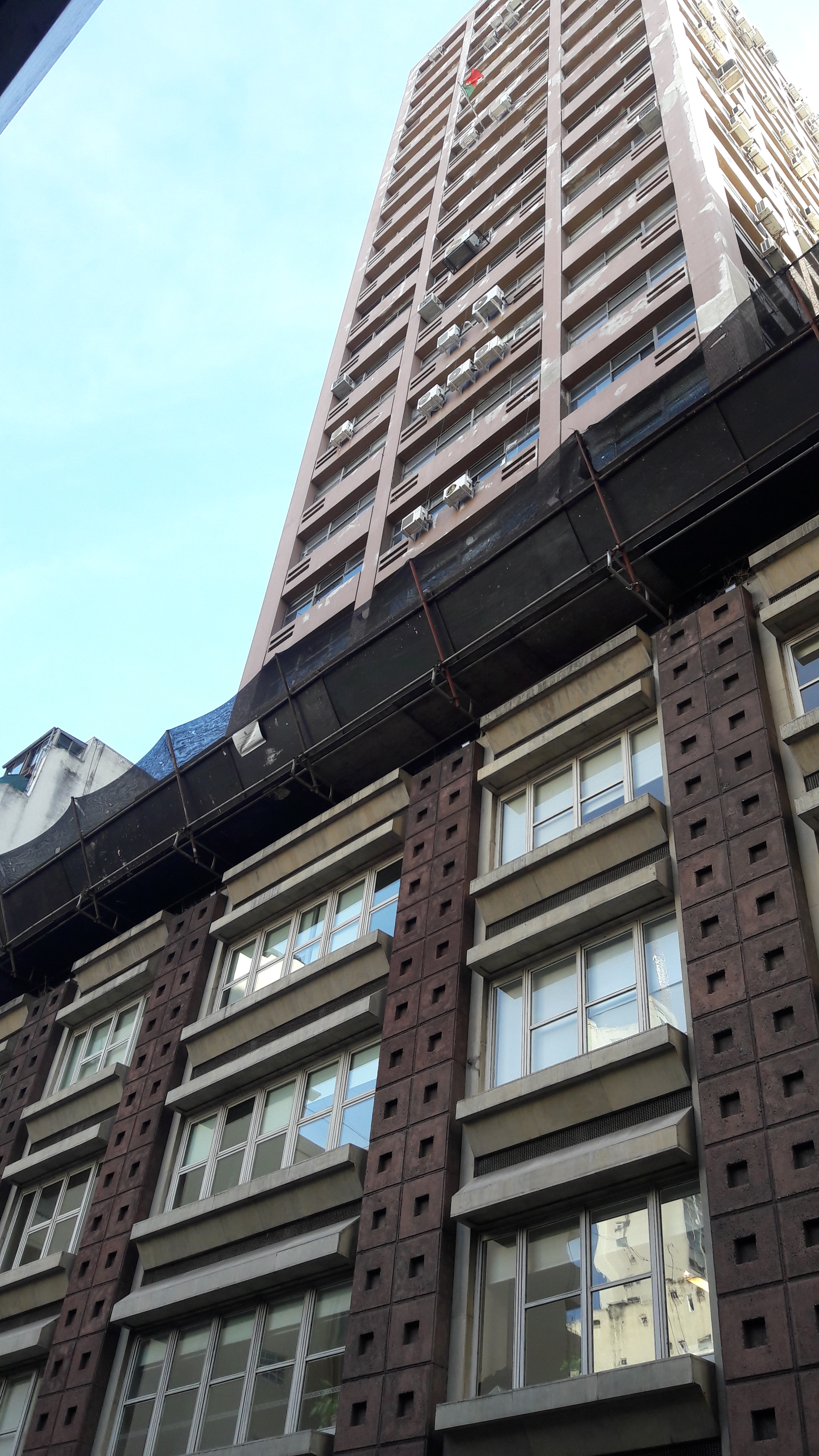
Embaixada de portuguesa em Buenos Aires

- A Argentina tem embaixada em Lisboa.[7]
- Portugal tem embaixada em Buenos Aires.[8]